# Breguljka
Breguljka (znanstveno ime Riparia riparia) je ena najmanjših predstavnic družine lastovk, ki gnezdi po vsej Evropi in Sredozemlju ter delu Severne Amerike, pozimi pa se seli južno, na jug in vzhod Afrike, Južno Azijo ter Južno Ameriko.

## Opis
Po zgornjem delu telesa je motno sivo-rjave barve, trebuh in prsi pa so bela z izjemo rjavega pasu, ki ločuje grlo od prsi. Rep je rahlo, a očitno škarjast, za razliko od skalne lastovke na njem ni belih pik. Spola se ne ločita po perju. Mladiči imajo sivkasto grlo z manj izraženim trakom čez prsi in robove letalnih peres rjaste barve.
V letu vrsto prepoznamo po hitrih, sunkovitih zamahih s perutmi.

## Ekologija
Breguljka gnezdi v kolonijah v navpičnih peščenih bregovih, npr. v peskokopih, gramoznicah in ob bregovih rek, kjer si izkoplje do en meter globoko duplo. Rov kopljeta oba partnerja, nagnjen je rahlo navzgor da ga ne zalije voda. Gnezdo je iz vejic in perja v kamrici na koncu dupla. Zaradi zaščitene lege hitro postane pravo žarišče zajedavcev. Nekatere vrste, kot je bolha Ceratophyllus styx, so se tako specializirale na te razmere, da zajedajo izključno na breguljkah.
V koloniji je lahko po nekaj deset do nekaj sto parov, odvisno od razpoložljivega prostora. Vezana je na bližino vode, pogosto je mogoče opazovati večje skupine breguljk kako lovijo žuželke tik nad gladino rek in jezer. Pogosto se v bližini kolonije naselijo čebelarji, ki prav tako gnezdijo v navpičnih peščenih stenah.
Breguljka je ena prvih lastovk, ki se spomladi (konec marca in začetek aprila) vrne s selitve. Jeseni je tudi ena od najzgodnejših, ki odleti proti jugu. Selitev se v severnem delu območja razširjenosti prične avgusta, do konca septembra se odseli z vsega gnezditvenega območja.
Vrsta ima široko geografsko razširjenost in populacijo, ki po ocenah dosega od 10-500 milijonov odraslih osebkov, zato je na Rdečem seznamu IUCN opredeljena kot najmanj ogrožena vrsta. Lokalno pa jo ogroža izguba habitatov zaradi reguliranja vodotokov in uničevanja peščenih nasipov, kjer gnezdi. V Sloveniji gnezdi predvsem ob Muri, po ocenah redno med 150 in 200 parov. Do konca sedemdesetih let 20. stoletja je redno gnezdila tudi ob Dravi, a je po dokončanju izgradnje verige hidroelektrarn od tam praktično izginila (z izjemo občasnih gnezditev v gramoznicah v bližini Drave). Gnezdijo tudi v Vrbini, kjer jih ogroža nova hidroelektrarna na Savi. Tudi v bližini Ljubljane sta dve gnezdišči na obrežju Save (oz. v strmem  bregu Save).

## Taksonomija
To vrsto je prvi znanstveno opisal Carl Linnaeus v svoji 10. izdaji knjige Systema Naturae, kjer jo je poimenoval Hirundo riparia. Opis je bil preprost: "H[irundo] cinerea, gula abdomineque albis" ("pepelnato siva lastovka z belim grlom in trebuhom") s tipskim najdiščem Evropa, kasneje pa je tipsko najdišče popravil na Švedska, Linnejev dom. Znanstveno ime riparia pomeni "z rečnega brega"; izhaja pa iz latinske besede ripa "rečni breg".
Obstajajo tri ali štiri podvrste:
- R. r. riparia (syn. R. r. dolgushini, R. r. innominata, R. r. kolymensis). Gnezdi v Evropi, zahodni Aziji in Severni Ameriki; prezimuje v Afriki in Južni Ameriki.
- R. r. taczanowskii. Ni povsem jasno, ali gre res za ločeno podvrsto, saj je zelo podobna podvrsti R. r. ijimae in ju strokovnjaki pogosto združujejo v podvrsto R. r. taczanowskii.[9][6] Gnezdi v vzhodni celinski Aziji; prezimuje v južni Aziji.
- R. r. ijimae. Gnezdi na Sahalinu, Kurilskih otokih in na Japonskem; prezimuje v jugovzhodni Aziji.
- R. r. shelleyi (syn. R. r. eilata). Malo manjša in svetlejša od R. r. riparia. Gnezdi v Egiptu, pojavlja se med selitvijo v južnem Izraelu; prezimovališče ni znano, verjetno v Afriki.

Riparia diluta iz severne Indije in jugovzhodne Kitajske je bila včasih obravnavana kot podvrsta navadne breguljke. Od nje se loči po tem, da je manjša, ima svetlejše sivo-rjavo perje na hrbtu in manj izrazit temen pas na prsih. Zimo preživlja v Pakistanu, južni Indiji in na Šrilanki.